# Metaleptobasis amazonica
Metaleptobasis amazonica är en trollsländeart som beskrevs av Sjöstedt 1918. Metaleptobasis amazonica ingår i släktet Metaleptobasis och familjen dammflicksländor. Inga underarter finns listade i Catalogue of Life.